# Hohenberg an der Eger
Hohenberg an der Eger là một thị xã ở huyện Wunsiedel, bang Bayern, Đức. Đô thị này tọa lạc bên sông Eger, trên biên giới với Cộng hòa Séc, 11 km về phía bắc của Cheb, và 14 km về phía đông bắc của Marktredwitz.